# Uranomys ruddi
Genre
Espèce
Statut de conservation UICN

 LC  : Préoccupation mineure
Uranomys ruddi est une espèce de rongeurs de la famille des Muridés. Cette espèce (genre monotypique) est localisée en Côte d'Ivoire.

### GenreUranomys
- (en) Mammal Species of the World (3e  éd., 2005) : Uranomys  Dollman, 1909
- (en) Catalogue of Life : Uranomys Dollman, 1909 (consulté le 11 décembre 2020)
- (fr + en) ITIS : Uranomys  Dollman, 1909
- (en) Animal Diversity Web : Uranomys
- (en) NCBI : Uranomys (taxons inclus)
- (en) UICN : taxon  Uranomys  (consulté le 7 janvier 2023)

### EspèceUranomys ruddi
- (en) Mammal Species of the World (3e  éd., 2005) : Uranomys ruddi  Dollman, 1909
- (en) Catalogue of Life : Uranomys ruddi Dollman, 1909
- (fr + en) ITIS : Uranomys ruddi  Dollman, 1909
- (en) Animal Diversity Web : Uranomys ruddi
- (en) NCBI : Uranomys ruddi (taxons inclus)
- (en) UICN : espèce Uranomys ruddi  Dollman, 1909